# Gloydius monticola
Gloydius monticola är en ormart som beskrevs av Werner 1922. Gloydius monticola ingår i släktet Gloydius och familjen huggormar. IUCN kategoriserar arten globalt som otillräckligt studerad. Inga underarter finns listade i Catalogue of Life.
Arten är bara känd från nordvästra Yunnan i Kina. Honor lägger inga ägg utan föder levande ungar.